# Dieter Bohlen
Dieter Günter Bohlen (Berne, 1954. február 7. –) német énekes, dalszerző és producer, a Modern Talking és a Blue System együttesek egyik tagja.

## Életpályája
Az észak-németországi Oldenburg közelében született. Diákkorától zenélt, de első sikereit zeneszerzőként érte el. 1979-től dolgozott az Intersong nevű zeneműkiadó vállalatnál, melynek égisze alatt számos, akkoriban sikeres német slágerénekesnek komponálhatott (általában B-oldalas) dalokat (mint pl. Roland Kaiser, Katja Ebstein vagy Bernhard Brink).
A nemzetközi áttörést az 1984-es év hozta meg számára, amikor egyik énekesével - akinek több német nyelvű kislemezt írt már korábban -, Thomas Andersszel megalapították a Modern Talking nevű formációt, amely a német slágerzene hagyományai, a leegyszerűsített (helyenként nyelvtanilag is hibás) angol szövegek és a Bee Gees által a hetvenes években sikerre vitt falsetto énekhang ötvözésével teljesen új hangzást (Hamburg Sound) hozott létre.
A Modern Talking öt number one kislemez (You're My Heart You're My Soul, You Can Win If You Want, Cheri Cheri Lady, Brother Louie és Atlantis Is Calling) és számos további nemzetközi sláger után, 1987-ben - elsősorban Anders felesége és Bohlen közötti személyes nézeteltérések miatt - feloszlott.
Ekkor már Bohlen több más ismert zenész producereként is sikereket ért el (közülük is kiemelkedik az általa felfedezett C. C. Catch vagy éppen a Smokie együttes korábbi frontembere, Chris Norman, aki a Tetthely-sorozat betétdalával, a Midnight Lady-vel Bohlen segítségével tért vissza szólóénekesként a zenei világba).
1987 és 1997 között Blue System nevű együttesével tizenhárom albumot (rajtuk számos slágert, pl. Sorry Little Sarah, My Bed Is Too Big, Magic Symphony) adott ki, eközben tovább folytatta sikeres produceri munkáját is.
Három nagylemez (Bitterblue, Angel Heart, Silhouette in Red) erejéig együtt dolgozott Bonnie Tylerrel. A brit rockénekesnő lemezeladási rekordot döntött Németországban, több Bohlen által írt dal is első helyre került több ország slágerlistáján. Bitterblue című albuma Norvégiában négyszeres platinalemez lett. Bohlen ezen kívül több olyan dalt is írt Bonnie Tylernek, amely német filmsorozatok főcímdalai lettek.  A közös munka 1994-ben fejeződött be, és a Bonnie Tyler - Comeback Single Collection '90-'94 című válogatásalbumra még új dalként felkerült az utolsó Dieter által írt dal, a Back Home, ami kislemez formában is megjelent.
Egy angol és egy német nyelvű album (Samuraj, illetve Flieger) erejéig a csodálatos hangú német énekes, Nino de Angelo szakmai partnere is volt, emellett filmzenét is írt német tévésorozatokhoz (melyek közül az 1989-es, Rivalen der Rennbahn című sorozathoz készített album érdemel külön kiemelést).
A kilencvenes évek közepétől a techno és dance irányzatokban is szerencsét próbált, igen mérsékelt sikerrel. 1997-ben, az aktuális divathullámot meglovagolva egy fiúcsapatot is alapított (Touché), melynek - kezdetben Joseph Cooley álnéven - ő írta minden dalát, így a Magyarországon is ismert This Goodbye Is Not Forever című szerzeményt is.
1998 elején a ZDF tévétársaság egyik legnézettebb show-műsorának vezetője, Thomas Gottschalk jelenthette be a szenzációt: újra összeállt a Modern Talking. A legnagyobb slágereik újrakevert változatait, valamint néhány új dalt tartalmazó Back For Good című albumuk az év egyik legnagyobb példányszámban eladott nagylemeze lett világszerte: Németországban és még számos más országban hónapokig vezette az eladási listákat.
A Modern Talking 2003-ig öt további stúdióalbumot jelentetett meg, tele új dalokkal, de ezek már kevésbé voltak sikeresek. Pedig Bohlen igyekezett lépést tartani a trendekkel - a csapat utolsó slágere, a TV Makes The Superstar például egyértelműen Max Martin (Backstreet Boys, Britney Spears) hangzásvilágát idézte, de együtt dolgozott régi producertársa, Luis Rodríguez mellett a DJ Bobo, Loft és Rednex sikerekért felelős Axel Breitunggal is.
A duó végül 2003 nyarán, a tagok közötti belső ellentétek miatt végleg feloszlott. Ekkor már Dieter Bohlen a Deutschland sucht den Superstar című tehetségkutató műsor (a német Megasztár) zsűritagja és a felfedezettek (köztük Alexander Klaws és Mark Medlock) lemezeinek producere volt, ami további sok millió eladott lemezt és tekintélyes jogdíjat eredményezett számára.
Munkássága vitatott, így többen vádolták plágiummal, sőt énekhangjuk "ellopásával" is (például a 2007-ben hirtelen elhunyt kiváló stúdióénekes Rolf Köhler). Ennek ellenére egyértelműen ő az utóbbi évtizedek legsikeresebb német zeneszerző-producere, amit a 160 millió feletti példányszámú lemezeladás mellett számos díjjal, így 2002-ben a Media Control szervezet elismerésével ("az elmúlt 25 év legsikeresebb zenei producere") és 2008-ban a Bravo magazin "Platina Otto" életműdíjával is honoráltak.

## Művésznevei, álnevei
Bohlen zenei munkái során igen gyakran használt álneveket. Két legrégibb "művészneve" Steve Benson és Ryan Simmons (e neveken kislemezeket is kiadott), majd újabbak következtek: (Eric Styx = Erika Sauerland), Howard Houston, J. Blake, Fabrizio Bastino, Marcel Mardello, Countdown GTO, Art of Music, Dee Bass és a Touché kapcsán már említett Joseph Cooley. Érdekesség, hogy a német RTL tévéadó Supertalent című tehetségkutató műsorának első győztese, Ricardo Marinello számára 2007-ben készített albumon ismét a rég elfeledett Marcel Mardello és Fabrizio Bastino álneveket használta, nyilván az olaszos hangzás miatt.

## No. 1 kislemezei a német sikerlistán
| Év   | Dalcím                                | Előadó             |
| ---- | ------------------------------------- | ------------------ |
| 1985 | You're My Heart, You're My Soul       | Modern Talking     |
| 1985 | You Can Win If You Want               | Modern Talking     |
| 1985 | Cheri Cheri Lady                      | Modern Talking     |
| 1986 | Brother Louie                         | Modern Talking     |
| 1986 | Atlantis Is Calling (S.O.S. for Love) | Modern Talking     |
| 1986 | Midnight Lady                         | Chris Norman       |
| 2003 | We Have a Dream                       | DSDS Allstars      |
| 2003 | Take Me Tonight                       | Alexander Klaws    |
| 2003 | Free Like the Wind                    | Alexander Klaws    |
| 2003 | You Drive Me Crazy                    | Daniel Küblböck    |
| 2003 | Für dich                              | Yvonne Catterfeld  |
| 2004 | Du hast mein Herz gebrochen           | Yvonne Catterfeld  |
| 2007 | Now or Never                          | Mark Medlock       |
| 2007 | You Can Get It                        | Mark Medlock       |
| 2008 | Summer Love                           | Mark Medlock       |
| 2009 | Anything but love                     | Daniel Schuhmacher |
| 2010 | Don't Believe                         | Mehrzad Marashi    |
| 2011 | Call My Name                          | Pietro Lombardi    |
| 2012 | Don't Think About Me                  | Luca Hänni         |
| 2013 | Mein Herz                             | Beatrice Egli      |
| 2016 | Glücksmoment                          | Prince Damien      |